# 正塚の婆さん
『正塚の婆さん』（しょうづかのばあさん）は、1963年10月25日の19時30分 - 20時56分に、朝日放送（ABC）幹事の「近鉄金曜劇場」（近畿日本鉄道の一社提供）にて、TBS系列で放送された単発のテレビドラマ。制作はTBS。

## 概要
意地悪で有名だった老婆・おくにが、検察審査会の委員に選出され、ヤクザによる家屋損壊事件を追究するなかで、日本の民主主義政治の実態に立ち向かう、「法廷もの」に分類される社会派作品。アメリカのテレビドラマ・映画『十二人の怒れる男』をモデルに制作された。全編モノクロVTR収録（ロケーション部分含む）で、実質82分の作品である。第18回芸術祭奨励賞を受賞した。
作・脚本は橋本忍。橋本にとっては、『私は貝になりたい』（1958年）、『いろはにほへと』（1959年）に続く、TBS制作の芸術祭参加ドラマとなった。演出は、当時TBSの若手ディレクターであった大山勝美。音楽は武満徹が担当した。劇中では、同年封切のアメリカ映画『大脱走』のメインテーマ曲「大脱走マーチ」が多用されている。
本作品は2インチVTRで保存されており、横浜市の放送ライブラリーで閲覧可能である。また、CS放送のTBSチャンネルでもたびたび再放送されている 。
タイトルの『正塚の婆さん』とは、主に仏教において、三途川へやってきた死者に対し、衣服を剥ぎ取るといわれる奪衣婆のこと。作中では、その存在を主人公の老婆・おくにと重ね合わせている。

## スタッフ
- 脚本：橋本忍[2]
- 演出：大山勝美、高橋一郎、久世光彦、村木良彦、鴨下信一、実相寺昭雄[2]
- プロデューサー：石川甫[2]
- 音楽：武満徹[2]

## キャスト[2]
- おくに：三益愛子
- 多々良純
- 山形勲
- 宮口精二
- 岸田森
- 小山源喜
- 渡辺富美子
- 北見治一
- 志摩靖彦
- 宮部昭夫
- 日下武史
- 永山一夫
- 坂井すみ江
- 大坂志郎
- 加茂良子
- 丸山博一
- 新克利
- 加藤澄江
- 荒井宏
- 京塚昌子
- 田中明夫
- 田武謙三
- 安達国晴
- 玉川伊佐男
- 堺左千夫
- 稲野和子
- 常田富士男
- 中山克己
- 草野大悟
- 月森一蔵
- 小山弓
- 新井さやか
- 小松方正
- 有田紀子
- 菅井きん

## 再放送
- 1965年8月27日、31日に「テレビ名作シリーズ」として前後編に分けて15:10 - 16:06にそれぞれ再放送された。